# Votivblech
Das Votivblech (von lateinisch vovere = geloben, votum = Gelübde) ist in der griechisch-römischen Antike eine Votivgabe oder Weihgabe aus getriebenem Blech für einen Gott oder mehrere Götter. Die erhalten gebliebenen Votivbleche sind aus Gold, Silber oder Bronze und bis zu 30 cm hoch.
Unklar und strittig ist die Verwendung der Bleche: entweder wurden sie unmittelbar an Wände genagelt oder sie wurden auf bemalten Holzbrettern befestigt und als Schmuck an Tempelwände gehängt und gehörten so zu deren Inventar oder sie dienten als Beschlag für geweihte Kisten und Schreine oder als Schutz und Abdeckung für geweihte Götterstatuetten, die auf oder in der Erde abgelegt wurden.

## Exemplare
Zahlreiche Votivbleche kommen aus dem Heiligtum der Göttin Reitia in Este in Venetien. Römische Beispiele finden sich im Weißenburger Schatzfund, zu dem 11 Votivbleche gehören. In Österreich wurde ein ähnlicher geschlossener Fund mit 27 Votivblechen in Mauer bei Amstetten gemacht. Votivbleche fanden sich etwa auch in einem Depotfund in Ashwell (Hertfordshire) für die Göttin Senuna. Votivbleche für Iupiter Dolichenus wurden in Nida (Frankfurt-Heddernheim) gefunden. Im Water-Newton-Schatz sind Exemplare mit Christogramm vertreten.

## Galerie

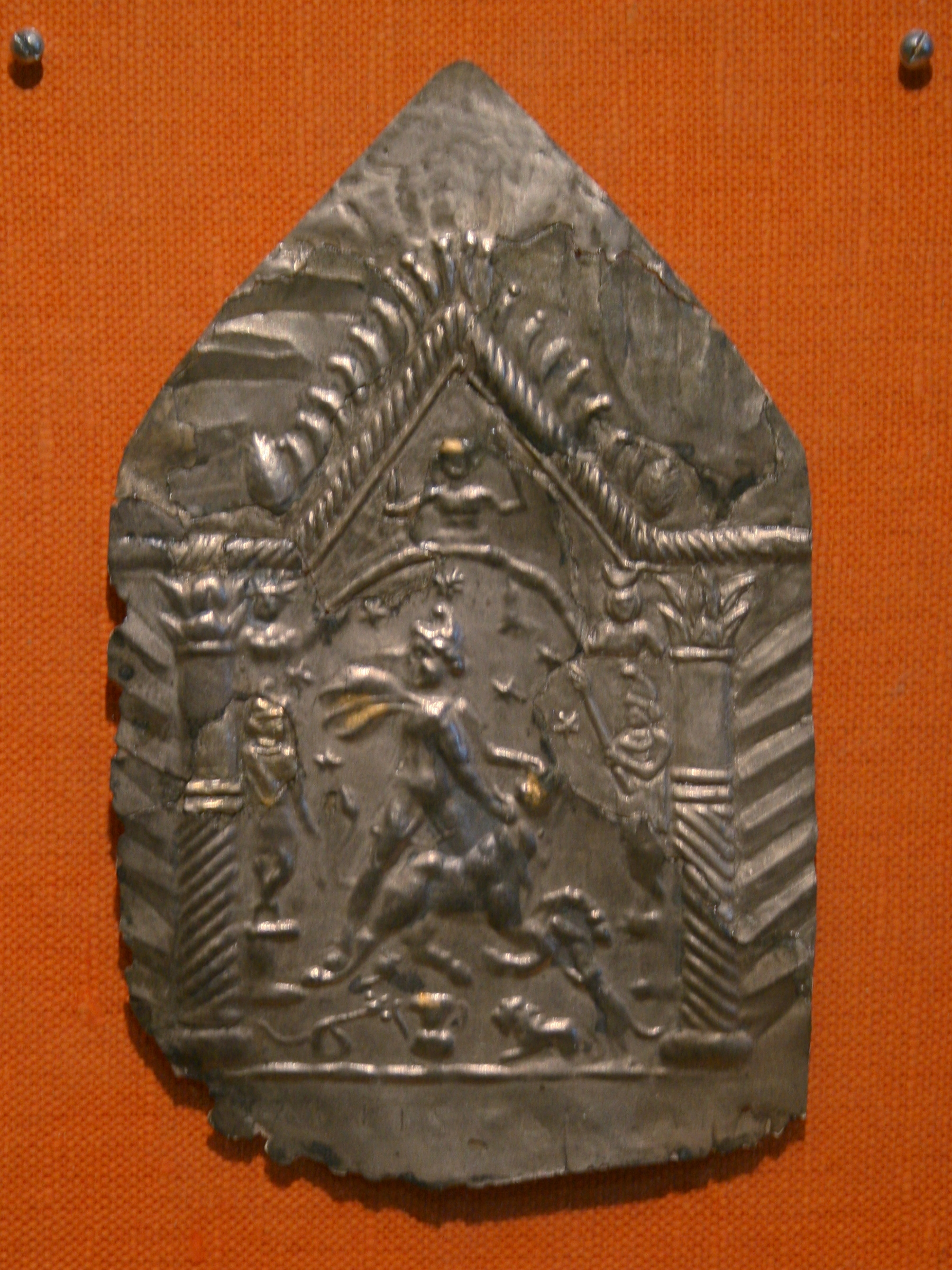
Silberblech aus dem Mithräum bei Stockstadt, heute im Saalburgmuseum
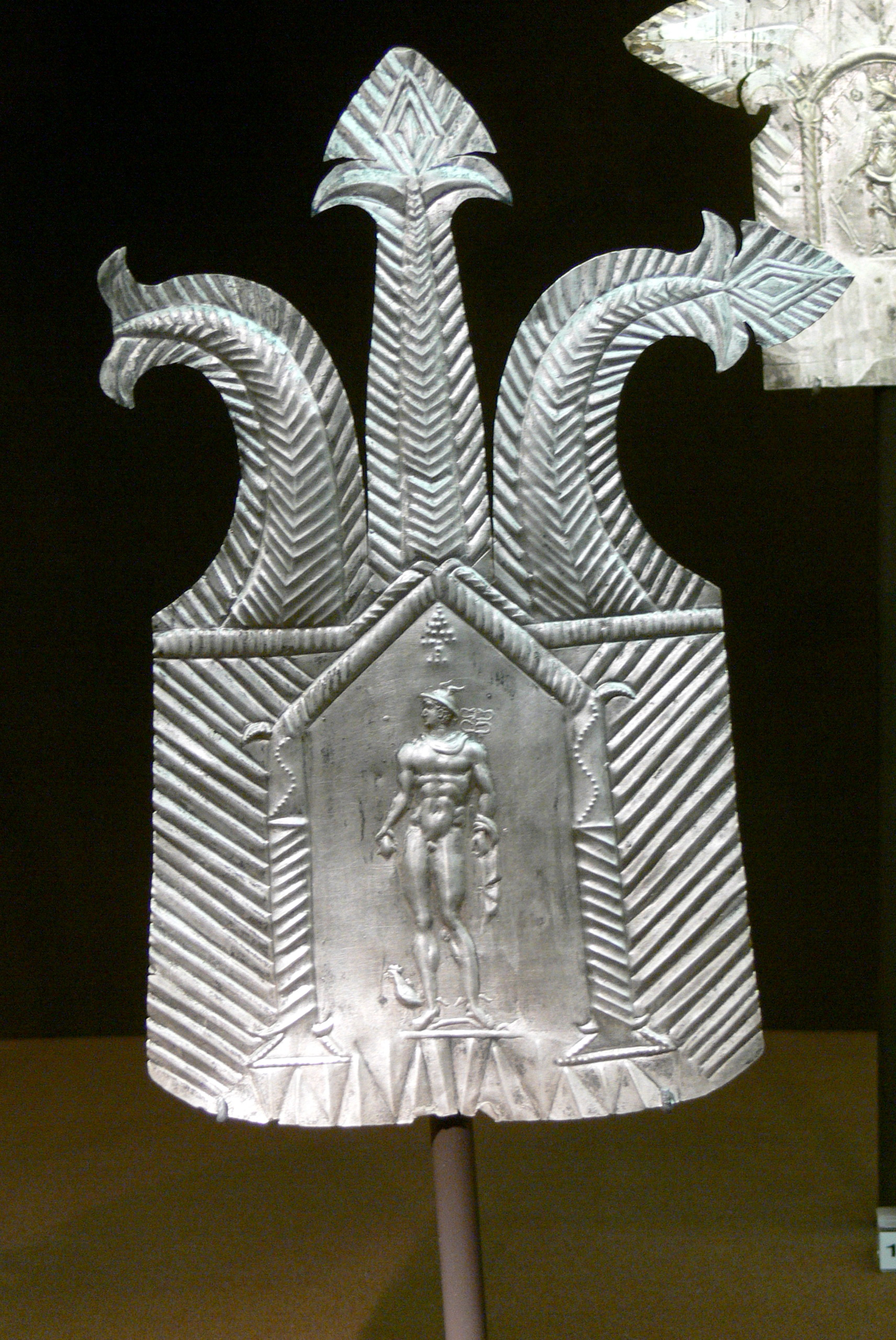
Fund von Weißenburg: Mercur-Votivblech
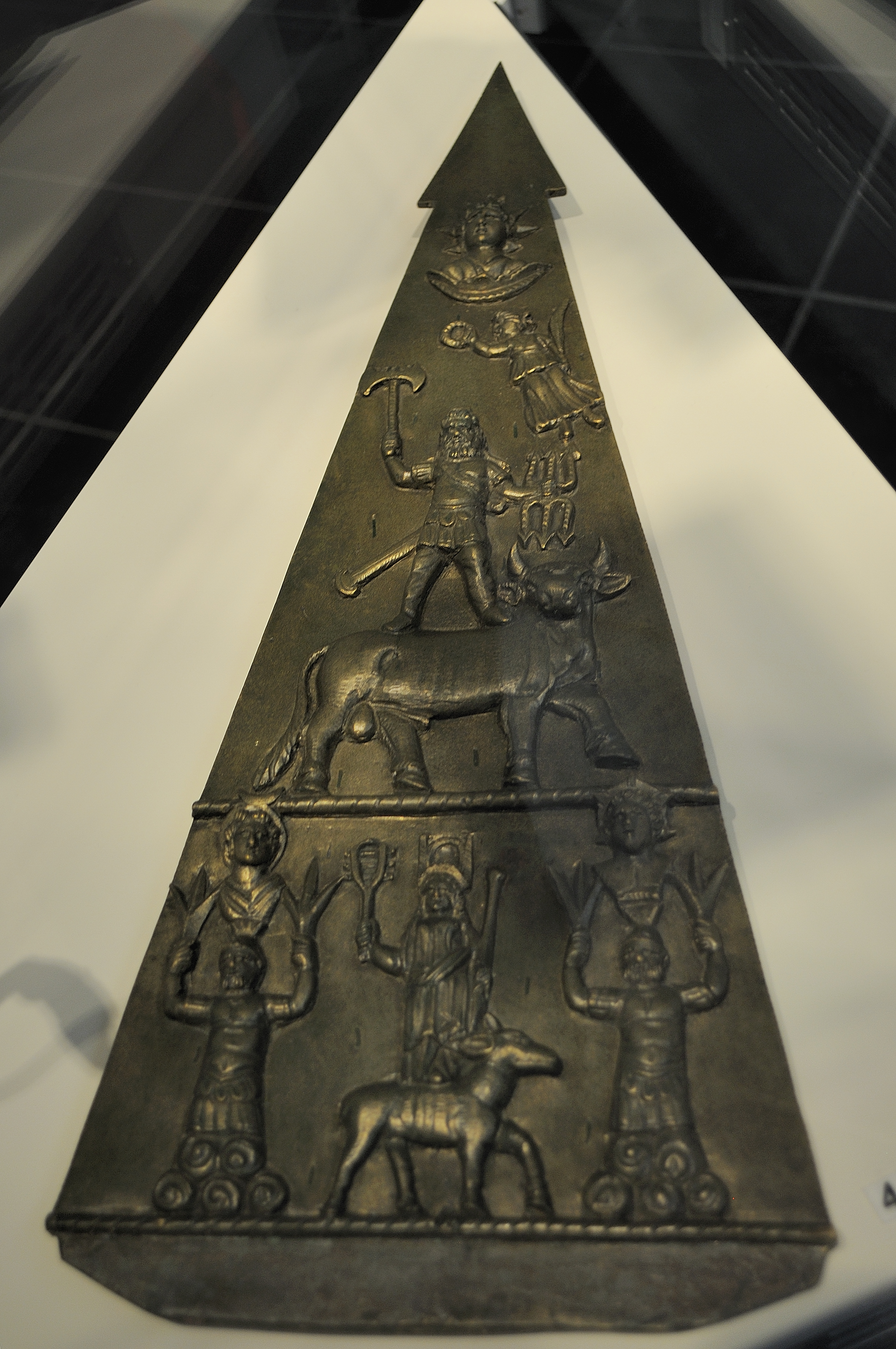
Votivblech für Iupiter Dolichenus aus Nida
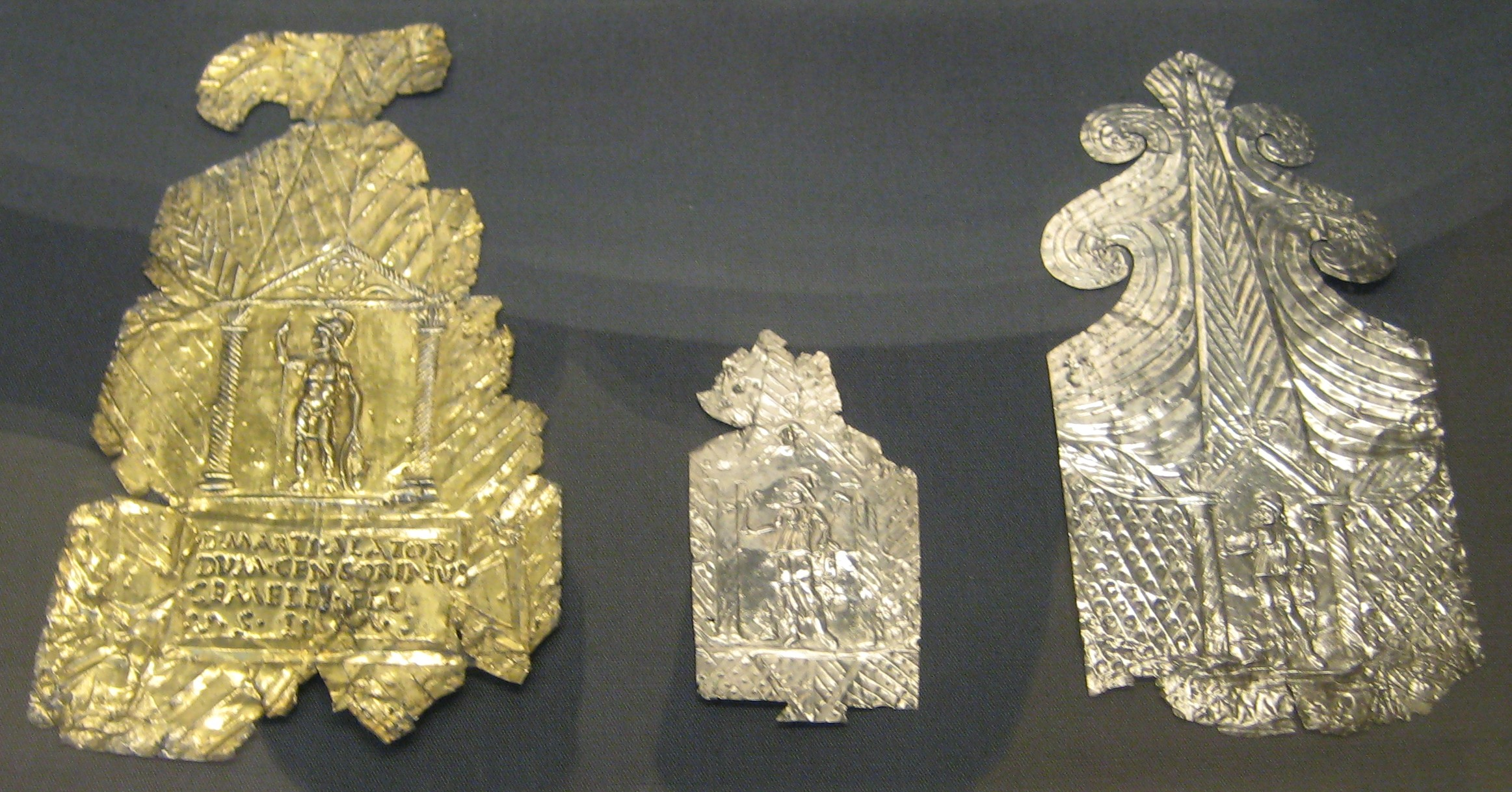
Votivbleche für Mars und Vulcanus aus Barkway
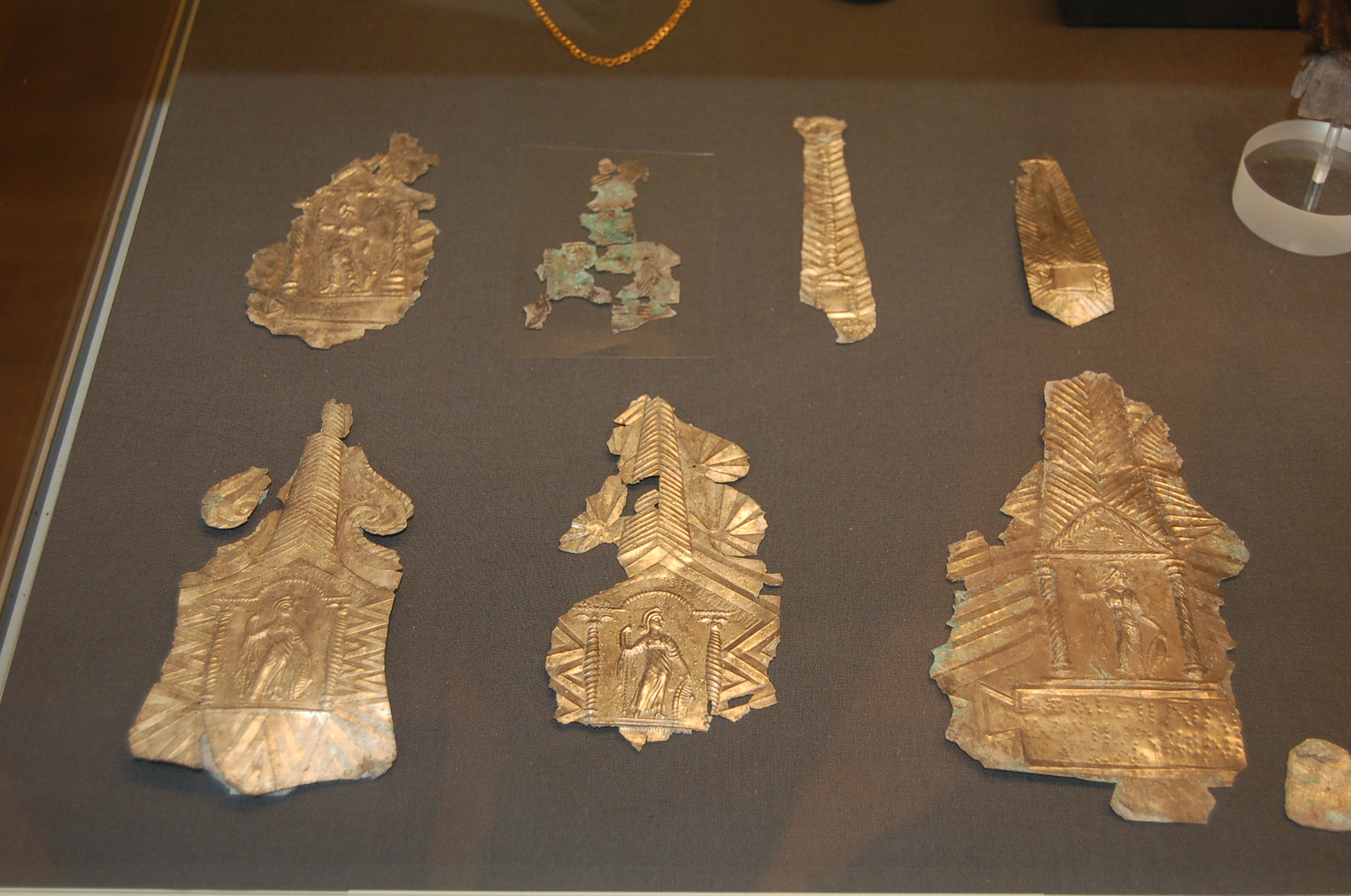
Votivbleche aus dem Fund von Ashwell
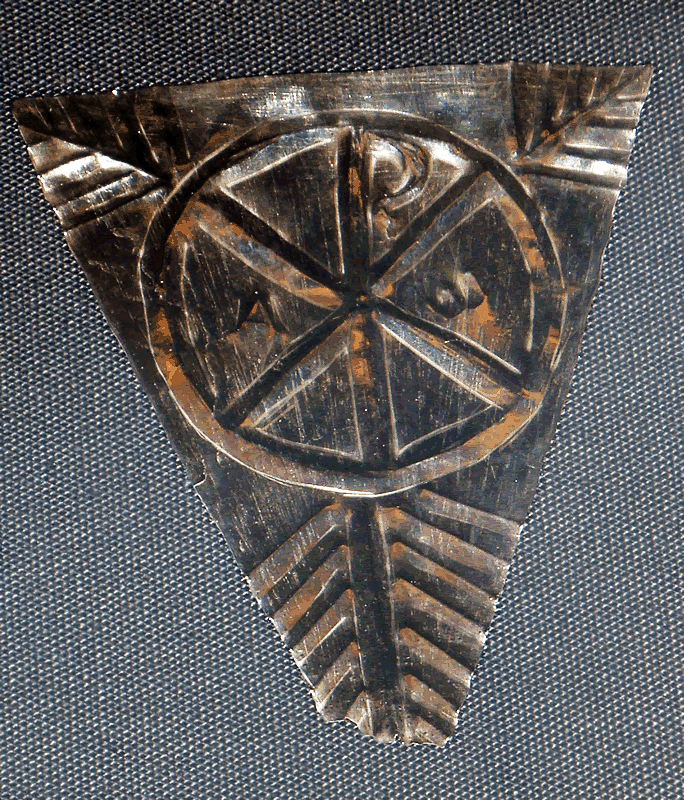
Schatz von Water Newton: Christliches Votivblech